# Hermonassa incisa
Hermonassa incisa är en fjärilsart som beskrevs av Moore 1882. Hermonassa incisa ingår i släktet Hermonassa och familjen nattflyn. Inga underarter finns listade i Catalogue of Life.